# Тритон (сателит)
Тритон је највећи природни сателит планете Нептун, и први откривени Нептунов месец. До открића је дошло 10. октобра 1846. године, када је енглески астроном Вилијам Ласел уочио овај објекат. То је једини велики месец у Сунчевом систему који има ретроградну орбиту, орбиту у смеру супротном од ротације његове планете. Тритон је открио Вилијам Ласел 1846, само неколико недеља пошто је откривен Нептун.
Његова орбитална периода је 5.877 дана, пречник је око 2706 километара, а маса је 2.147x1022 kg. Он је седми по величини месец у Сунчевом систему, једини сателит Нептуна довољно масиван да буде у хидростатичкој равнотежи, други по величини планетарни месец у односу на свој примар (после Земљиног Месеца) и већи од Плутона. Због своје ретроградне орбите и састава сличног Плутону, сматра се да је Тритон патуљаста планета, заробљена из Којперовог појаса.
Тритонова густина је само 3 g/cm кубних, што говори да је највероватније састављен од 25% воденог леда и остатака каменог материјала. Тритон кружи око Нептуна на удаљености од око 354 760 km. Ротација Тритона је синхрона, и сателит обилази ретроградно око Нептуна, за шта му је потребно око пет дана (5.877 дана). Путања око Нептуна је нагнута око 157°, према Нептуновом екватору, који је и сам нагнут 30° према Нептуновој путањи око Сунца. Због тога, зависно од дела путање, Тритон Сунцу окреће и екватор и полове.
Током свог пролетања поред Тритона 1989. године, Војаџер 2 је измерио површинске температуре од −235 °C (38 K) и такође открио активне гејзире. Војаџер 2 остаје једина свемирска летелица која је посетила Тритон. Тритон је један од ретких месеци у Сунчевом систему за који се зна да је геолошки активан (остали су Јупитеров Ија и Европа, и Сатурнов Енкелад и Титан). Као последица тога, његова површина је релативно млада, са мало очигледних ударних кратера. Сложени криовулкански и тектонски терени сугеришу сложену геолошку историју. Део његове површине има гејзире из којих избија сублимирани азотни гас, доприносећи слабој атмосфери азота мањој од 1⁄70,000.

## Основни подаци
Тритон кружи око Нептуна на удаљености од око 354.760 km. Пречник му износи око 2.706 км, а маса око 2,147x1022kg (око 78% нашег Месеца). Тритонова густина од само 2 g/cm3 сугерише да је вероватно састављен од 25% воденог леда и остатка каменог материјала.
Ротација Тритона је синхрона. Тритон обилази Нептун ретроградно, за што му треба 5,877 дана. Путања око Нептуна је нагнута за чак 157° према Нептуновом екватору, који је и сам нагнут 30° према Нептуновој путањи око Сунца. Због тога, у зависности од дела путање, Тритон Сунцу окреће и екваторско подручје и полове, што вероватно има за последицу радикалне промене времена у измени годишњих доба. За време посете Војаџера 2, Сунцу је био окренут Тритонов јужни пол.
Открио га је Ласел 1846. године, само пар недеља након открића Нептуна. Једине фотографије овог сателита су, за сада, оне које је послала летелица Војагер 2, 25. аугуста 1989. године.

### Површина
Сви подаци о површини Тритона потичу од једног јединог проласка сонде Војаџер 2 1989. године. Сонда је снимила око 40% површине Тритона, те открила стеновиту подлогу, кањоне, смрзнути метан и друго. Површина Тритона је релативно равна, уочено је да топографија не варира више од 1 километра.
Тритонова површина показује врло мало кратера, што указује на младу површину. За време посете Војаџера 2, док је Сунце обасјавало Тритонов јужни пол, цела јужна полулопта је била прекривена леденом капом смрзнутог азота и метана. Метан који је, под утицајем Сунчевог зрачења, реаговао са другим елементима даје поларној капи карактеристичну розу боју.
Најзанимљивији детаљи слика са Војаџера су гејзири тј. „ледени вулкани”, који бацају дим и до 8 км високо. Ветар касније разноси дим десецима километара далеко стварајући тамне пруге на розом тлу. Још није утврђен састав еруптивног материјала, али се сумња на текући азот, прашина и метанска једињења. Вулканизам није тако честа појава у Сунчевом систему. За сада је, осим на Тритону, откривен само на Земљи, Венери и Јупитеровом сателиту Иоу, а на Марсу су откривени угашени вулкани. Извор енергије Тритоновог вулканизма је сунчева енергија.
Поларну капу целим обимом окружује плаво-зелени појас који чини релативно свеж талог азотовог мраза. Део овог појаса прекрива тзв. „дињасти” терен, систем кружних удубина окружених гребенима. Ове структуре су вероватно настале као последица периодичних смрзавања и топљења.
Војаџер 2 је снимио и врло глатке ледене равнине настале ерупцијама воде или мешавине воде и амонијака из унутрашњости. Оваква врста вулканизма се назива криовулканизам (енгл. cryovolcanism, префикс „cryo” означава врло ниске температуре).
Северно од плаво-зеленог појаса је површина нешто тамнија и црвенија, али рељеф је остаје исти.
На површини температура је око 38 K (-235 °C). Разлог за овако ниске температуре (као на Плутону) је висок албедо (0,7 до 0,8), што значи да се 70 - 80% светлости одбије у свемир, а остатак грије површину. При овој температури, метан, азот и угљен диоксид су у чврстом стању (залеђени).

### Атмосфера
Војаџер 2 је на Тритону пронашао и атмосферу, иако врло ретку, довољну да створи притисак од једва 14 микробара (70.000 пута мање него на површини мора). Атмосфера се протеже до висина од 800 km, а састоји од азота и мањег удјела метана (ова једињења имају много ниже тачке топљења од воде). Температура на врховима атмосфере је око 95  (-180 °C). Честице азотног леда чине слој танких облака неколико километара изнад површине.
Праћење промена сјаја и спектра звезде коју је Тритон помрачио током 1997. показала су да је температура нешто порасла од времена проласка Војаџера 2.

## Порекло и будућност
Тритон је једини велики сателит у Сунчевом систему који се креће ретроградно. То је један од доказа да овај сателит није настао уз своју матичну планету. Претпоставља се да је настао у Којперовом појасу, као и Плутон. Касније је пришао ближе, где га је заробила Нептунова гравитација. Још један аргумент, који иде у прилог овој теорији, јесте сличност Тритона и Плутона.
Због своје ретроградне орбите, Нептунове плиме сила одузимају Тритону енергију, што смањује његову енергију. Због тога ће у далекој будућности Тритон пасти на Нептун, или се распасти и створити прстен.

## Галерија слика
- Гејзир на Тритону.
- Површина Тритона.
- Тритон.
- Трагови облака на хоризонту.